# Piekary (gmina w województwie łódzkim)
Piekary – dawna gmina wiejska istniejąca do 1937 roku w woj. łódzkim (II Rzeczpospolita). Siedzibą władz gminy były Piekary.
W okresie międzywojennym gmina Piekary należała do powiatu tureckiego w woj. łódzkim. Gminę zniesiono 1 października 1937 roku w związku z reformą gminną przeprowadzoną na terenie powiatu tureckiego w 1937 roku, polegającą na zniesieniu 16 gmin wiejskich, a w ich miejsce utworzeniu 7 nowych. Obszar zniesionej gminy Piekary wszedł w skład nowej gminy Dobra.